# Venezia Football Club
El Venezia Football Club S. R. L., conocido popularmente como Venezia, es un club de fútbol italiano con sede en la ciudad de Venecia, en la región del Véneto, al nordeste de Italia. Fue fundado el 14 de noviembre del año 1907 e hizo su debut oficial el 22 de diciembre. Desde la temporada 2025/26 compite en la Serie B, segunda categoría del fútbol italiano.
Tanto el club como sus aficionados son conocidos como los Leoni ałati (Leones Alados) debido a la representación del León de San Marcos en el escudo del club y símbolo de la ciudad de Venecia, los Łagunari (Lagunares) en relación con la ciudad, ubicada dentro de la laguna de Venecia y también en referencia a sus colores Arancioneroverdi (naranja-negro-verde). La entidad atiende en tres idiomas oficiales que son el véneto, el italiano y el inglés.
A nivel institucional el club es considerado como una Società Sportiva Dilettantistica (S. S. D.) (en español Sociedad Deportiva Aficionada) donde se caracteriza por la ausencia de ánimo de lucro que se desarrolla en una actividad amateur. Su propiedad recae de VFC Newco 2020 LLC cuyo máximo accionista es el estadounidense de origen alemán Duncan Niederauer. A lo largo de su historia la entidad ha sido sometida a diversas refundaciones, siendo las más recientes en el año 2005 como Società Sportiva Calcio Venezia, la segunda en el 2009 como Foot Ball Club Unione Venezia y la última en 2015 bajo Venezia Football Club Società Sportiva Dilettantistica.
En referencia a títulos nacionales, el Venezia posee en sus vitrinas, un título de Copa Italia logrado en el año 1941, siendo su único título oficial hasta el día de hoy y disputó otra final en el año 1943 donde fue derrotado por el Torino. En 1911-12 resultaron subcampeones de la Primera División de Italia, siendo la mejor posición histórica del Venezia en la máxima categoría. Ha logrado varios campeonatos en divisiones inferiores con dos títulos en Serie B en 1960-61 y 1965-66, un título de Serie C y otro título de Serie D, este último logrado en 2012. Actualmente ocupa el puesto número 20 entre los clubes más laureados en Italia.
Venezia ha disputado un total de 25 temporadas en la Serie A ocupando el puesto número 38 en la clasificación histórica del fútbol italiano, 43 en Serie B siendo el noveno mejor equipo de la categoría, 24 en Serie C y 12 en Serie D.
El primer equipo disputa sus partidos como local en el estadio Pier Luigi Penzo, fundado en el año 1913 y que cuenta con una capacidad para 7.389 espectadores. Es el segundo estadio más antiguo de Italia por detrás del estadio Luigi Ferraris de Génova. 
Desde el 2018 hasta el 2021, la entidad veneciana contó con un equipo femenino después de hacerse cargo del título deportivo de Marcon, participando en el campeonato de la Serie C, aunque se desvincularon cambiando su nombre a VFC Venezia Calcio. Posteriormente, adquirió los derechos del Vittorio Veneto quién también disputa sus partidos en la misma categoría.
Sus dos rivales históricos son el Hellas Verona con quién forma uno de los derbis más antiguos de Italia siendo en 1910 el primer partido entre ambas entidades, además de enfrentarse hasta un total de 85 ocasiones, y el Calcio Padova, otro equipo de la región del Véneto donde en los últimos años ha mantenido una fuerte rivalidad por sus múltiples enfrentamientos en Serie C.
Desde el año 2021, el Venezia se popularizó a nivel mundial al hacer crecer su marca gracias a las campañas de ropa oficial del club. Todo es debido al regreso en 2020 de Ted Philipakos, quien ha utilizado la moda y la entidad de la ciudad para incrementar los ingresos en merchandising. Ted se asoció con el estudio de diseño alemán Bureau Borsche y en coalición se encargan de diseñar las colecciones de ropa de cada temporada de la entidad veneciana. Según los datos, el Venezia pasó de ingresar 730 mil euros en 2020 a recibir un total de 3 millones de euros en 2022.

## Historia

### Fundación y primeros años
El Venezia Foot Ball Club fue fundado el 14 de diciembre de 1907, en la Trattoria Corte dell'Orso a pocos pasos de Campo San Bortolomio a Venecia a partir de veinte profesionales y aficionados a través de la fusión de las dos secciones de clubes de fútbol: Palestra Marziale de Mestre y el Costantino Reyer de Venecia. El lugar elegido por los fundadores para crear la nueva entidad de fútbol, fue la trattoria ahora desaparecida "Corte Nane Da en Bear", a pocos pasos de la plaza veneciana central de San Bartolomé. Entre los fundadores estaba lateral derecho suizo Walter Aemisseger, llegado desde el equipo suizo de Winterthur, y que fue el primer capitán del club, acompañado por Guido Battisti, Antonio Borella, Gerardo Bortoletti, David Fano, el primer presidente Aldo Federici, el entrenador Peter Golzio, Silvio Lorenzetti, Pietro Piccoli, el primer Pitteri, Alessandro Santos, Santos Marcello, Luigi Vianello, Pietro y Mario Visintin Vivante.
En aquellos años los partidos los disputaban en el pinar de Sant'Elena. Las sesiones de entrenamiento se llevaron a cabo en el campamento de Chiovere en su lugar. Los primeros partidos del Venezia se jugaron contra los equipos venecianos de Padua, Verona y Vicenza, así como contra las tripulaciones de los barcos que llegaron al puerto de la ciudad. El primer partido jugado por el Venezia FC se jugó el 22 de diciembre de 1907 contra el Vicenza Calcio y terminó con el resultado de 1-1.
Entre 1908 y 1910 el Venezia disputó el campeonato de la entonces tercera categoría. En su debut en la primera categoría se clasificaron directamente a la semifinal contra el ganador de Lombardía porque fueron el único club veneciano registrado , pero en la eliminatoria contra la US Milanese fueron literalmente inundados con goles (perdiendo 7-1 en la ida y 11-2 en la vuelta), demostrando que aún no eran competitivos para la Primera División.

### Años 1910
En la temporada 1910-1911 los neroverdi se establecieron firmemente en la primera categoría y en la 1911-1912 el Venezia después de ganar la ronda de Venecia-emiliano, llegó a la final nacional contra Pro Vercelli, contra quien perdió 7-0 en la ida y 6-0 en la vuelta. El 7 de septiembre de 1913 se inauguró el estadio de Sant'Elena, que contaba con cercados, vestuarios y gradas para más de 500 espectadores.
En la temporada 1914-1915, el último campeonato disputado antes de la guerra, los Lagunari aterrizaron, siendo eliminados inmediatamente, en el grupo A de la semifinal con Casale, Genoa y Juventus. Durante la Primera Guerra Mundial, la actividad de fútbol en Venecia no cesaría totalmente gracias a los esfuerzos de la pequeña compañía de la Aurora F.B.C. Entre los jugadores destacados de este periodo incluyen los tres desconocidos en Trieste, entonces los ciudadanos del Imperio Austro-Húngaro, Stritzel, Riccobon y Marincich, además de la fuerte delantero Umberto Vecchina.
En abril de 1919, en el Palazzo Gritti-Faccanon, en la entonces sede del Gazzettino, los miembros del Venice F.B.C. y de Aurora F.B.C., una compañía menor de Venecia, decidieron unir fuerzas para cambiarle el nombre al equipo neroverde que pasó a llamarse Associazione Calcio Venezia. En esta ocasión, el Gobierno también contribuyó al relanzamiento de la asociación con una contribución extraordinaria de 40 000 liras, como compensación por haber utilizado el campo de deportes como base militar.

### Años 1930
En 1934-35 se vuelve al nombre de Venezia pero, después de un largo desempate que involucró a 8 equipos, los lagunari se retiran en la Serie C. Serie C, de la que inmediatamente regresan a la Serie B en 1937-38 con el presidenteísimo Arnaldo a la cabeza. Bennati. Un año para consolidar en la segunda serie nacional y, en 1938-39, Venezia, ganando en Bérgamo (0-1), primera transferencia con un gran número de seguidores y gracias a un gol de Pernigo, engancha al Atalanta en el ranking segundo lugar y, para mejores redes de cocientes, lo cruza cruzando por primera vez el umbral de la Serie A en un solo grupo. El entrenador es Giuseppe Girani. 
Antes de la entrada en la guerra de Italia, en la Serie A 1939-40, los neroverdi terminaron en 9.º lugar en un torneo ganado por el Ambrosiana-Inter (sin embargo vencido por los venecianos al Penzo por 1-0), mientras que en las filas del Venezia, el futuro campeón Valentino Mazzola hace su debut.

### Años 1940

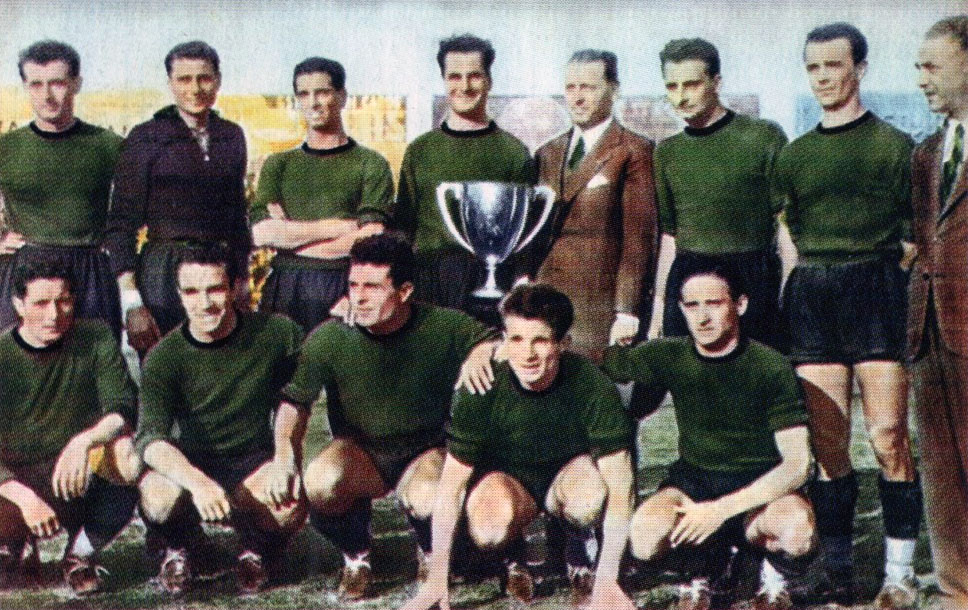
Associazione Fascista Calcio Venezia, campeón de la Copa de Italia en 1941.

Pero no fue hasta el año 1940 cuando el club, bajo el nuevo nombre de Associazione Fascista Calcio Venezia, se inscribió con letras de oro en un título. Fue la conquista de la Copa Italia ante la AS Roma, de la mano de una pareja histórica en el club, que conformaban Ezio Loik y Valentino Mazzola. Es conocido como el periodo más laureado del club, ya que a ese título le acompañó un postrero subcampeonato de dicha competición dos años después.

### Años 1960
Aquí hay tres buenos torneos en la división inferior, un cuarto salvado a los playoffs con Monza y Taranto (1960) y de nuevo un grueso con la conducción del entrenador Anacleto Ligabue y Quario extraordinario. Así, en junio de 1961, el Venezia regresó a la Serie A con un equipo altamente técnico y un goleador atípico como el muy largo y dinámico Gino Raffin (17 goles).
En la celebración del evento, al final del último partido en Penzo, Alcalde John Favaretto Fisca pronuncia la famosa frase delante de 18 000 espectadores: "La Venezia tendrá el nuevo estadio grande en el continente."
La presidencia está en manos del joven Conde Giovanni Volpi di Misurata, sus viceconsejeros Anacleto Ligabue y Enrico Linetti.
Una procesión de góndolas escoltó a la Bissona Serenissima, con los jugadores a bordo, hasta Piazza San Marco para recoger el abrazo de la ciudad.
El Campeonato 1961-1962, que se encuentra en la Serie A después de 11 años de ausencia, él ve una Venezia vigorizada por un defensor de la talla de Juan Santisteban, antes del centrocampista del Real Madrid y de la columna vertebral del complejo no difiere de la que se obtuvo el Campeonato de cadetes el año anterior. Cerezas en el partido en casa extraordinaria torta con el AC Milan (más tarde Campeón de Italia), ganaron 2-1 con el gol de la victoria Raffin y una victoria por 3-0 en el encuentro final con la Juventus en casa, por lo que atracó en mitad de la tabla. Los discos del año, los 24 000 espectadores en un Penzo agotadas para el partido contra el Milan (y 5000 personas a pasear por el bosque de pinos de Santa Elena, sin ser capaz de encontrar entradas).
No tan afortunado la próxima temporada en la que la Venezia, a pesar de contar con el campeón turco Can Bartù y el mismo Santisteban, no puede evitar el descenso entre los cadetes. Consuelo parcial es el récord histórico de 28 000 espectadores en Penzo para el partido contra el Inter, después de que han sido recuperados otra habitación 4000 pie en la curva sur, curva hasta entonces utilizado sólo parcialmente.

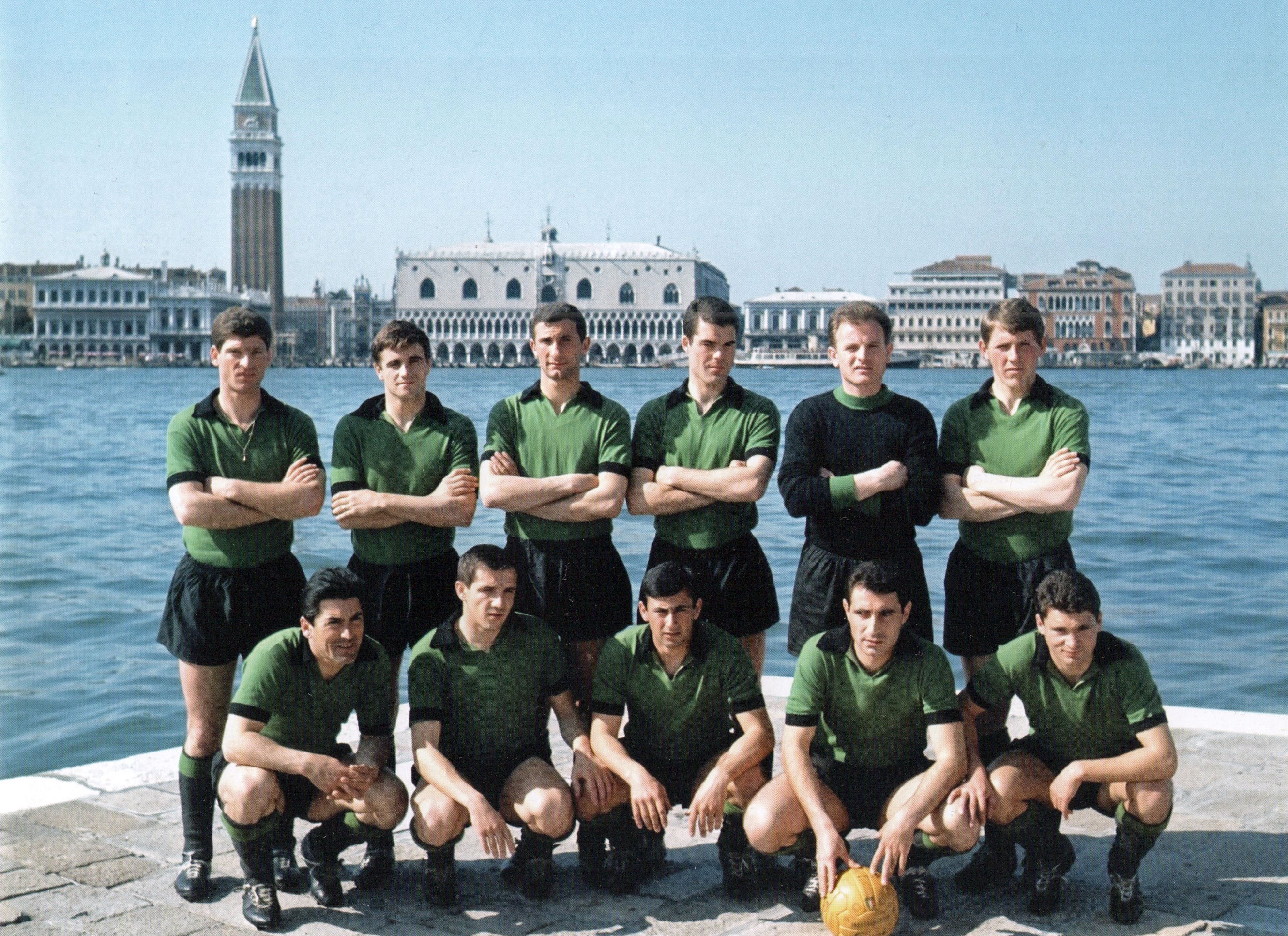
La plantilla del Venezia en la temporada 1963-64.

El comisionado Lorenzo Bettini se hace cargo de un nuevo comisionado, el pequeño empresario Mario Gatto. El equipo flota entre altas y bajas en el medio de la clasificación de la Serie B por un par de campeonatos. Luego el golpe de la cola. Y Mario Gatto logra recuperar la Serie A ganando el torneo de cadetes como poseedor de un récord. Entre los principales arquitectos del entrenador de éxito Armando Segato, los jugadores Menacci y Bertogna en ataque, y genio en el centro del campo ofensivo Ferruccio Mazzola, el segundo hijo del gran Valentino, ex ídolo neroverde veinticinco años antes.
Sin embargo, no es un regreso más a la liga superior. La Venecia de cambiar la dirección, el nuevo comisionado es Fiorenzo Fabbi, la mano de obra es modesta a pesar de haber entrado Víctor Benítez y Pedro Manfredini extremo grande bombardero "pie grande" de su carrera. El golpe de gracia da el partido en casa con el Inter (más tarde vicescudettata) que se canceló dos goles para Manfredini, apareció en todas válidas. Entonces, un juego ganado por la teoría 4-3 se convierte en una derrota para 2-3.
La controversia subsiguiente también mostró una postura firme también el jefe del árbitro designador de la Federación de Fútbol, el comisionado de arbitraje veneciano Piergiorgio Bertotto que renunciar a su renuncia al cargo, gobernando después se convirtió en una frase histórica: "arbitraje sometimiento psicológico".
El campeonato 1967-1968 marca un fugaz regreso a la Serie B, pero la situación de la empresa y está precipitando neroverdi, mientras que se combina con otros 4 equipos, se degradó debido a una serie de interminables repesca (incluso dos fases). Por lo tanto, después de 12 años, Venezia vuelve a estar en la Serie C.

### Años 1970
Habiendo abandonado los sueños de gloria de las grandes series, la Serie C se convirtió en la realidad de esos años. Mientras tanto, el 11 de septiembre de 1970, un tornado golpeó Venecia, particularmente la isla de Sant'Elena. Hubo víctimas en la ciudad y muchos daños, entre los cuales el estadio Penzo fue particularmente afectado. Se derribó parte del muro delimitador y la tribuna y el techo sufrieron grandes daños, pero la restauración fue lenta.
En 1970-1971, los venecianos bajo el liderazgo de Enrico Radio lograron un cuarto lugar, al año siguiente con Sergio Manente reemplazado posteriormente por el mismo Radio, llegaron a quedar séptimos. Dos temporadas en las que un delantero como Roberto Bellinazzi llegó a primer plano, capaz de marcar 27 goles en total en los dos años. En 1972-1973, el Venezia toca la promoción en la Serie B. A la cabeza estaba el Friulian Cesare Meucci, en el campo se destacan los expertos Ardizzon, Serato, Modonese y Nello Scarpa. Al cabo de dos días desde el final, los negros verdes llegaron a Parma y Udinese. El último día en el estadio de Penzo fueron anfitriones de la Alejandría de Marchioro que estaba persiguiendo en un punto. En presencia de 14 000 espectadores, los negros verdes sufrieron la más cruel de las bromas al ser derrotados 2-0. La victoria del campeonato si compitieron en un play-off de Parma y Udinese.

### Años 1990

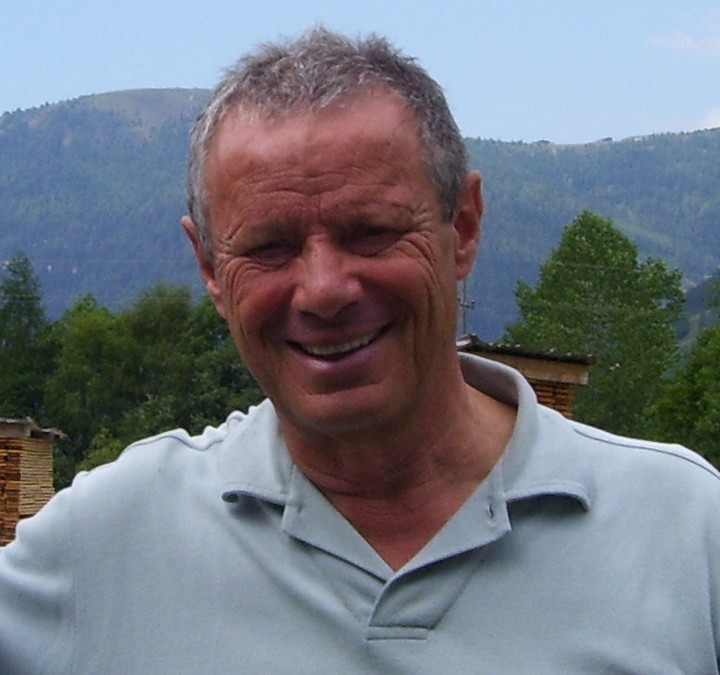
Maurizio Zamparini fue presidente del Venecia desde 1987 a 2002.

Con el inicio de la era Zamparini y gracias a la integración de las dos rosas de Venecia y Mestre, el equipo fue promovido de inmediato a la Serie C1 (temporada 1987-1988) y al año siguiente obtuvo la salvación que le permitió mantener su categoría (Serie C1). Después de dos campeonatos de asentamiento, en la temporada 1990-1991 (la quinta con el presidente de Zamparini de 86-87), luego de un playoff para el segundo lugar jugó en Cesena, frente a 7000 fanáticos venecianos y de Mestre, y ganó por 2-1 contra Como, la Venecia de Alberto Zaccheroni reconquistó la B, confirmando lo expresado por el patrón en el momento de la unión de las dos compañías profesionales de la ciudad de Venecia.
Debido a la capacidad insuficiente para la nueva categoría del estadio Baracca en Mestre, se decidió reestructurar y expandir, con la eliminación de la pista de atletismo, el estadio Pierluigi Penzo en Venecia, veintitrés años después de la última aparición en la Serie B de la laguna (mientras Mestre había jugado allí su único cadete de liga en 1946-1947).
En 1997-1998, Venecia, liderada por Walter Novellino, cerró el campeonato en la segunda posición detrás de Salernitana, regresando a la Serie A más de treinta años después de la última aparición en dicha categoría. En vista del torneo de Serie A de 1998-1999, el Venezia se presentó a la cita con muchas preguntas: algunas novedades prometedoras como la joven Bilica y Volpi estaban ocultas en rosa, alternando con grandes brechas departamentales. Inmediatamente dio un gran impulso al nuevo Paduan Filippo Maniero, tomado de Milán por Zaccheroni; los objetivos de la nueva punta hicieron que las lagunas respiraran, incluso si el equipo se esforzaba por llegar a los últimos lugares de la clasificación durante toda la primera ronda. Sin embargo, en la segunda etapa de la vuelta, también se encontró el apoyo del fantasma uruguayo Álvaro Recoba, quien había sido cedido por la corte del patrón Moratti, y Venecia comenzó a combinar el juego y los resultados. Las redes de la acoplada Recoba-Maniero (23 en general al final de la temporada) llevaron a las lagunas a una insospechada salvación: al final del torneo, las lagunas obtuvieron un undécimo lugar en la clasificación, cuatro longitudes del Inter.
A pesar del año siguiente, algunos departamentos se fortalecieron, con la llegada del portero Konsel, el defensa Bettarini, los mediocampistas Berg y Nanami y los pronósticos Borgobello y Petkovic, la Venecia cedió: con Recoba regresó al Inter y una rosa menos. convincentes en comparación con la temporada pasada, las lagunas capitularon cerrando el año en el tercer lugar en la clasificación, con solo 26 puntos y muchos arrepentimientos. Para hacer la temporada menos amarga fueron las hazañas de Pippo Maniero (quien presentó a Fiorentina y Milán) y del joven defensor brasileño Fábio Bilica, quien durante el amargo partido del arquero improvisado de Milán impuso la expulsión del defensor extremo naranja y marrón. , también neutralizando una penalización al bombardero ucraniano Andriy Shevchenko. A pesar del decepcionante campeonato, cabe destacar la semifinal alcanzada en la Copa de Italia.

### Años 2000
Se inició de nuevo desde la Serie B en la temporada 2000-01, que bajo la presión del presidente Zamparini, estuvo encabezado por Cesare Prandelli, entrenador que sólo unos meses antes había conducido a la salvación del Verona. Venecia estuvo de vuelta en la máxima categoría después de sólo un año de descenso a la Serie B.
Cesare Prandelli, entrenador de la promoción obtenida al final del campeonato de la Serie B 2000-01. Sin embargo, la temporada siguiente tiene un resultado diferente que en la 98-99: Un Venezia sin rumbo, dirigido por tres entrenadores diferentes durante el transcurso de la temporada, tuvo una temporada para el olvido, con una veredicto final si es posible, incluso peor que en el 2000: último lugar, con solo 18 puntos.

### 2015-Actualidad
El 6 de octubre de 2015, el presidente del nuevo club, que había sido contratado de forma temporal por Daniels, el abogado de Nueva York, Joe Tacopina, simplemente renunció a las cumbres de Bolonia y se convirtió en el accionista mayoritario del club arancioneroverde, que fue refundado. El equipo, dirigido primero por Paolo Favaretto y luego Giancarlo Favarin, estuvo autorizado para iniciar en el Grupo C de la Serie D: después de una lucha inicial del Campodarsego, que continuó durante toda la primera ronda, la victoria en el partido jugado el 28 de febrero de 2016 ante el Penzo, lanzó a la "nueva" Venezia solitariamente en la parte superior de la clasificación. El 24 de abril, un empate de 3 a 3 contra la Unión Ripa La Fenadora marcó la victoria del grupo y la promoción de los arancioneroverdi con dos partidos por disputar al final de la temporada regular. Durante la temporada, el equipo marcó más de 100 goles, convirtiéndose en el ataque más prolífico de todos los equipos entre la Serie A y Serie D.
En vísperas del campeonato 2016-2017, la entidad decidió simplificar el nombre por el de Venezia Football Club y decidió confiar el puesto de entrenador a Filippo Inzaghi. Encuadrado en el Grupo B de la Lega Pro, se formó un grupo fuerte los jugadores de experiencia en categorías superiores como Alexandre Geijo, Maurizio Domizzi, Simone Bentivoglio y Agostino Garofalo, el equipo se presentó desde los primeros días como candidato para la promoción: tras conseguir la primera posición al final de la primera vuelta, el Venezia logró gradualmente separarse de sus perseguidores (Parma, Padova y Pordenone) y, finalmente, asegurar matemáticamente la victoria de su grupo con tres partidos por disputar para el final de la temporada regular, gracias al empate casa para 1-1 obtenido el 15 de abril de 2017 contra el Fano. El Venezia, por lo tanto, reconquistó la Serie B después de 12 años de ausencia. El equipo cerró la temporada con la mejor defensa del grupo (solo 29 goles encajados) y el segundo mejor ataque, llegando a marcar hasta 16 jugadores; los mejores anotadores de temporada para los lagunari fueron Stefano Moreo y Alexandre Geijo, quienes cierran la temporada ambos con 10 goles. Tras 4 temporadas en segunda división, el equipo ascendió en el play-off de la serie B tras ganar por un global de 2-1 al Associazione Sportiva Cittadella y jugará la Serie A donde estuvo por última vez en la temporada 2001-02.
La temporada 2019-2020 se abre con renovada confianza y entusiasmo: se contrata a Fabio Lupo mientras que el nuevo entrenador es Alessio Dionisi. La plantilla está casi completamente revolucionada con importantes adquisiciones como Mattia Aramu y Antonio Vacca. En Liga, el Venezia tiene dificultades en casa, pero fuera de casa es una apisonadora; Logra siete victorias fuera del Penzo, incluidas al Perugia, Chievo, Spezia y Pisa. A diez días del final, el torneo se interrumpe por la pandemia de COVID-19, con las lagunas en el área de play-out; En la reanudación, en el umbral del verano, el equipo cambia de ritmo y acaba en la undécima plaza de la clasificación, mostrando un buen juego y una de las mejores defensas de la categoría.
Al final de la temporada, el técnico Dionisi acepta la oferta de Empoli; Paolo Zanetti es contratado para reemplazarlo. Al mismo tiempo, Joe Tacopina abandona la estructura de la empresa, que sufre una reorganización en la composición accionarial: la presidencia se atribuye a Duncan Niederauer. En el campeonato, el equipo se encuentra entre los mejores equipos, incluso luchando por el ascenso directo: la temporada regular termina en quinto lugar, con posterior acceso a los play-offs. Tras eliminar al Chievo en la preliminar y al Lecce en las semifinales, Venecia entra en la final ante los conciudadanos del Cittadella. El Venezia gana el partido fuera de casa 0-1, mientras que el partido de vuelta en el estadio Pier Luigi Penzo ve a los oponentes anotar rápidamente y luego obtener la superioridad numérica en virtud de una expulsión impuesta a un jugador del Venezia. El Cittadella intenta repetidamente violar la defensa del Venezia, pero en vano; Finalmente, en el 3.er minuto del descuento tras el 90, Bocalón marcó el 1-1 en un contraataque, que supuso el ascenso a la Serie A de los lagunari tras 19 años de ausencia.

## Uniforme
- Uniforme titular: Camiseta negra con franja naranja y verde, pantalón negro y medias negras.
- Uniforme alternativo: Camiseta blanca con franja naranja y verde, pantalón blanco y medias blancas.

### Patrocinio
| Período       | Proveedor   |
| ------------- | ----------- |
| 1995-1998     | Virma       |
| 1998-2001     | Kronos      |
| 2001-2005     | Kelme       |
| 2005-2010     | Joma        |
| 2010-2014     | HS Football |
| 2014-2021     | Nike        |
| 2021-2024     | Kappa       |
| 2021-presente | Nocta       |

| Período       | Patrocinador      |
| ------------- | ----------------- |
| 1991-1992     | Casino de Venecia |
| 1992-1993     | Giocheria         |
| 1993-2005     | Emmezeta          |
| 2005-2014     | Casino de Venecia |
| 2017-2019     | Lino Sonego       |
| 2019-presente | Fluorsid          |

### Evolución

#### 1.º Uniforme
| 2024-2025 | 2020-2021 | 2019–2020 | 2018–2019 | 2017–2018 | 2016–2017 | 2015–2016 | 2014–2015 | Años 1940 |

#### 2.º Uniforme
| 2024-2025 | 2020-2021 | 2019–2020 | 2018–2019 | 2017–2018 | 2016–2017 | 2015–2016 | 2014–2015 |

#### 3.º Uniforme
| 2024-2025 | 2017–2018 |

## Infraestructura

### Estadio
El estadio actual del Venezia FC, el Pierluigi Penzo, es el segundo estadio más antiguo de Italia (el más antiguo es el Stadio Luigi Ferraris de Génova).
Es un estadio multiusos en Venecia, Italia. Es la instalación deportiva más grande de Venecia. El estadio se abrió por primera vez en 1913 y toma su nombre del piloto de la Primera Guerra Mundial, Pierluigi Penzo.
Originalmente construido con madera, el estadio se mejoró en gran medida con una plataforma principal de hormigón en la década de 1920 y se realizaron mejoras adicionales en las décadas siguientes. La asistencia récord de 26 000 fue durante un partido de la Serie A en 1966 contra el AC Milan.
El 11 de septiembre de 1970, un tornado azotó Venecia y causó grandes daños al estadio. Debido al declive del club, el estadio fue parcialmente restablecido, y la capacidad se redujo a poco más de 5000. El club regresó a la Serie A en 1998 y se agregaron stands improvisados adicionales, lo que elevó la capacidad a 13,400, pero desde entonces se ha reducido nuevamente a la capacidad actual de 7450.
En julio de 2018 el club dio a conocer los planes para un nuevo estadio de 18 000 asientos para reemplazar el estadio Pierluigi Penzo. El nuevo estadio se construirá en la zona de Quadrante di Tessera, a 12 km de Venecia y será financiado completamente de forma privada a un costo de 185 millones de euros, con la capacidad de expandirse a una capacidad de 25 000 asientos.

### Instalaciones deportivas
Tanto el primer equipo como los jóvenes realizan su entrenamiento en el centro deportivo Taliercio, ubicado al lado del pabellón deportivo homónimo en Mestre, en Cavergnago. Equipado con 6 campos de entrenamiento y una jaula para jóvenes, el campamento principal tiene una tribuna capaz de albergar a 300 espectadores.

## Datos, Denominaciones y Palmarés
- Asistencia media en Liga: 3583 aficionados (2018-19)
- Puesto en la clasificación histórica de la Serie A: 38.º
- Mejor puesto en la Liga: 2.º (1911-12)
- Peor puesto en la Liga: 20.º (1949-50), (2021-22)
- Temporadas en Serie A: 25
- Temporadas en Serie B: 43
- Temporadas en Serie C: 23
- Temporadas en Serie D: 12

### Denominaciones
- 1907 - 1919: Venezia Foot-Ball Club
- 1919 - 1930: Associazione Calcio Venezia
- 1930 - 1934: Società Sportiva Venezia
- 1934 - 1945: Associazione Fascista Calcio Venezia
- 1945 - 1967: Associazione Calcio Venezia
- 1967 - 1983: Associazione Calcio Venezia
- 1983 - 1987: Calcio Venezia S.r.l.
- 1987 - 1989: Calcio Venezia
- 1989 - 2005: Associazione Calcio Venezia
- 2005 - 2009: Società Sportiva Calcio Venezia
- 2009 - 2015: Foot-Ball Club Unione Venezia
- 2015 - 2016: Venezia Football Club Società Sportiva Dilettantistica
- 2016 - presente: Venezia Football Club[7]

### Palmarés
Torneos nacionales (1)
| Competiciones nacionales         | Títulos                    | Subcampeonatos             |
| -------------------------------- | -------------------------- | -------------------------- |
| Primera División de Italia (0/1) |                            | 1911-12.                   |
| Copa de Italia (1/1)             | 1940-41.                   | 1942-43.                   |
|                                  |                            |                            |
| Segunda División de Italia (2/3) | 1960-61, 1965-66.          | 1938-39, 1948-49, 1997-98. |
| Tercera División de Italia (3/1) | 1935-36, 1955-56, 2016-17. | 1990-91.                   |
| Cuarta División de Italia (2/2)  | 2005-06, 2015-16.          | 1978-79, 1987-88.          |
| Quinta División de Italia (2/0)  | 1982-83, 2011-12.          |                            |
| Copa de Italia Serie C (1/0)     | 2016-17.                   |                            |

## Entrenadores
Entre los entrenadores reconocidos internacionalmente que dirigieron en el club se encuentran:
Cesare Prandelli: asumió en el año 2000 con el Venezia en la Serie B. Esa temporada logró el ascenso a la máxima categoría del fútbol italiano ocupando la cuarta posición con 69 puntos a solamente cuatro puntos del líder. En esa temporada consiguió 19 victorias en los 38 partidos. En la temporada siguiente, en la Serie A, el comienzo sería desastroso. En los primeros cinco partidos no logró ningún punto, solo dos goles a favor y once en contra. Tras únicamente esos cinco partidos, Cesare fue despedido.
En total disputó 43 partidos entre 2000 y 2001, con 19 victorias y un 44,19% de efectividad. Años más tarde sería el entrenador de la selección italiana de fútbol entre los años 2010-2014.
Luciano Spalletti: su paso por el equipo fue en el año 1999 cuando militaba en la Serie A, pero tuvo un mal rendimiento. Asumió en julio de 1999 y sería despedido unos meses después, en octubre, por malos resultados. Solo logró una victoria en 8 partidos. Igualmente ocurrió un suceso extraño, tan solo 27 días después de ser despedido sería recontratado por Giuseppe Materazzi (presidente del club, mismo que lo había despedido). Tras volver al mando del equipo, disputó otros 8 partidos para luego ser despedido nuevamente en febrero del 2000. En su segunda etapa ganó tres de los 8 partidos disputados. Tras esa temporada descendería a la Serie B y luego volvería a ascender con Cesare Prandelli.
En total disputó 16 partidos con una efectividad  del 31,25%. Luego continuaría su carrera en equipos como AS Roma, Zenit de San Petersburgo, Inter de Milán y Napoli, entre otros.

## Rivalidades

### Hellas Verona
Este es uno de los derbis regionales más sentidos en Italia, con 85 precedentes desde 1910, el año en que los dos equipos se enfrentaron por primera vez.
Los dos primeros partidos fueron ganados por los Scaligeri que ganaron 1-0 en el partido de ida y 2-0 en el partido de vuelta. La primera victoria del Venezia llegó en el siguiente campeonato, al final de un partido reñido que terminó 3-2 a favor del Venezia.
De los 85 partidos oficiales, la mayoría se han jugado en la serie B (58), de hecho este derbi solo se ha llevado a cabo 4 veces en la máxima categoría, 12 cuando se llamaba primera categoría, 2 en la Serie C-1, primera división, en el Campeonato Alto Italia y en la División Nacional, una sola vez en la Copa de Italia, en 1964. La única doble eliminatoria entre los dos equipos se jugó en 1934, jugando también el Vicenza en forma triangular para evitar la relegación en C.

### Calcio Padova
Otro derbi para ambos equipos, existe una fuerte rivalidad que ha continuado a lo largo de los años. El primer encuentro oficial entre las dos ciudades se jugó en 1910 y vio la victoria Venezia 4-1 en la ida y 1-0 en la vuelta en Padua (la victoria fue dada en una mesa), la primera victoria del Padova llegó en 1919 con un 3-1 fuera de casa. Se jugó por primera vez en la Serie A en la temporada 1949-50. Los últimos encuentros tuvieron lugar en el campeonato Lega Pro 2016-17 con partidos que terminaron con victorias visitantes en ambos casos (Padua venció en Venecia 3-1 y Venecia venció en Padua 1-0). Se han jugado además 6 partidos en la Copa de Italia sénior y 5 en la Coppa dei Semiprofessionisti.

## Otras secciones deportivas

### Fútbol femenino
A partir del 1 de julio de 2018, el club estableció su sección femenina, después de hacerse cargo del título deportivo de Marcon, participando en el campeonato de la Serie C.